# 大刀蟶
大刀蟶（学名：Ensis siliqua）为刀蟶科剑蛏属下的一个种。